# Chisocheton pentandrus
Chisocheton pentandrus är en tvåhjärtbladig växtart. Chisocheton pentandrus ingår i släktet Chisocheton och familjen Meliaceae.

## Underarter
Arten delas in i följande underarter:
- C. p. medius
- C. p. paucijugus
- C. p. pentandrus